# Gwagwalada
Gwagwalada is een lokaal bestuursgebied binnen het Federal Capital Territory in Nigeria.
Gwagwalada is een grote stad, met een oppervlakte van 1.043 km² en 157.770 inwoners bij de census van 2006.
In de stad is de Mini-Campus van de University of Abuja gelegen en een ziekenhuis, het University of Abuja Teaching Hospital.